# Gante-Wevelgem 2005
La Gante-Wevelgem 2005 fue la 67.ª edición de la carrera ciclista Gante-Wevelgem y se disputó el 6 de abril de 2005 sobre una distancia de 210 km. Esta era la quinta carrera del UCI ProTour 2005.
El vencedor final de la carrera fue el belga Nico Mattan (Davitamon-Lotto), que se impuso con dos segundos de ventaja sobre el español Joan Antoni Flecha (Fassa Bortolo). 
El director deportivo del Fassa Bortolo, Giancarlo Ferretti, interpuso una reclamación después de la carrera, quejándose de que Mattan se había aprovechado del rebufo de los vehículos de prensa y apoyo para atrapar a Flecha en los instantes finales de la carrera. Los comisarios de la  UCI atribuyeron la culpa a los conductores de los vehículos y mantuvieron a Mattan como ganador.

## Clasificación final
| Posición | Ciclista            | Equipo          | Tiempo     |
| -------- | ------------------- | --------------- | ---------- |
| 1        | Nico Mattan         | Davitamon-Lotto | 4h 53' 07" |
| 2        | Juan Antonio Flecha | Fassa Bortolo   | + 2"       |
| 3        | Daniele Bennati     | Lampre-Caffita  | + 9"       |
| 4        | Fabian Cancellara   | Fassa Bortolo   | + 9"       |
| 5        | Thor Hushovd        | Crédit Agricole | + 9"       |
| 6        | Baden Cooke         | FDJ             | + 16"      |
| 7        | Tom Steels          | Davitamon-Lotto | + 18"      |
| 8        | Simone Cadamuro     | Domina Vacanze  | + 18"      |
| 9        | Erik Zabel          | T-Mobile Team   | + 18"      |
| 10       | Stuart O'Grady      | Cofidis         | + 18"      |